# Parlamento da Administração Central Tibetana
O Parlamento Tibetano no Exílio, oficialmente o Parlamento da Administração Central Tibetana, é o órgão legislativo unicameral e mais alto da Administração Central Tibetana, o governo no exílio da Região Autônoma do Tibete da China. Foi estabelecido e está sediado em Dharamshala, Índia. A criação deste órgão democraticamente eleito foi uma das principais mudanças que o 14º Dalai Lama trouxe em seus esforços para introduzir um sistema democrático de administração.
Hoje, o parlamento é composto por 45 membros: dez membros de Ü-Tsang, Kham e Amdo, as três províncias tradicionais do Tibete; as quatro principais escolas do budismo tibetano e da fé tradicional Bön elegem dois membros cada; cinco membros são eleitos pelos tibetanos no oeste: dois da Europa, um da Australásia, um da América do Norte e um do Canadá. O Parlamento tibetano no exílio é chefiado por um presidente e um vice-presidente, que são eleitos pelos membros entre si. Qualquer tibetano que tenha atingido a idade de 25 anos tem o direito de disputar as eleições para o parlamento.
As eleições são realizadas a cada cinco anos e qualquer tibetano que tenha atingido a idade de 18 anos tem direito a voto. As sessões do parlamento são realizadas duas vezes por ano, com um intervalo de seis meses entre as sessões. Quando o parlamento não está em sessão, há um comitê permanente de onze membros: dois membros de cada província, um membro de cada denominação religiosa. Os membros do parlamento realizam visitas periódicas aos assentamentos tibetanos para fazer uma avaliação das condições gerais das pessoas. Em seu retorno, eles levam ao conhecimento da administração todas as queixas e assuntos que precisam de atenção. O Parlamento Tibetano no Exílio também mantém contato com as pessoas por meio de parlamentos locais estabelecidos em trinta e oito grandes comunidades tibetanas. A Carta prevê o estabelecimento de um parlamento local em comunidades com uma população de pelo menos 160 habitantes.
Os parlamentos locais são réplicas reduzidas do Parlamento tibetano no exílio. Eles ficam de olho nas atividades de seus respectivos oficiais de assentamento/bem-estar. Eles também fazem leis para suas respectivas comunidades de acordo com as necessidades sentidas por estas últimas. As leis aprovadas pelos parlamentos locais devem ser implementadas por seus respectivos oficiais de assentamento/bem-estar.